# Austrosialis ignicollis
Austrosialis ignicollis is een insect uit de familie Sialidae, die tot de orde grootvleugeligen (Megaloptera) behoort. De soort komt voor in het zuidoosten van Australië.